# Fisktjärnen (Laxsjö socken, Jämtland, 708846-144338)
Fisktjärnen är en sjö i Krokoms kommun i Jämtland och ingår i Indalsälvens huvudavrinningsområde.